# Rhinocypha frontalis
Rhinocypha frontalis är en trollsländeart som först beskrevs av Selys 1873.  Rhinocypha frontalis ingår i släktet Rhinocypha och familjen Chlorocyphidae. Inga underarter finns listade i Catalogue of Life.